# Kampf- und Kritiksitzung

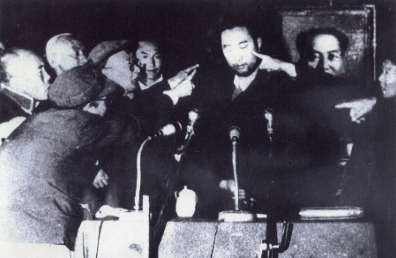
Penchen Lama als Opfer einer Kampf- und Kritiksitzung (1964)

Kampf- und Kritiksitzungen (chinesisch 批鬥會 / 批斗会, Pinyin Pī Dòu Huì) waren öffentliche Massenkundgebungen in Zeiten der Kulturrevolution Chinas, in denen die beschuldigten Opfer verhört, gedemütigt und gefoltert wurden, bis sie ihre Schuld bekannten und die sogenannte „Selbstkritik“ übten. Häufig handelt es sich bei den Beschuldigten um Akademiker, die nach der Einschätzung der Rotgardisten reaktionäre Ideen verbreiten würden.
Ein Beispiel für eine solche Veranstaltung wird in einem Kapitel des Buches Maos kleiner General beschrieben. Wáng Guāngměi, die Ehefrau des damaligen chinesischen Staatspräsidenten Liú Shàoqí, wurde nach ihrer Gefangennahme Ende Dezember 1966 vor rund Hunderttausend Mitgliedern der Roten Garden in Peking gedemütigt, beschimpft, beleidigt, Verbrechen bezichtigt, gezwungen, sich öffentlich vor der Menge umzuziehen und trotz der Kälte ein „glänzendes Seidenkleid“ und hochhackige Schuhe anzuziehen.